# Yuval Raphael
Yuval Rafael (em hebraico: יובל רפאל; Ra'anana, Israel; 5 de novembro de 2000) é uma cantora israelita, vencedora da 11.ª temporada do «HaKokhav HaBa», a seleção nacional de Israel para a Eurovisão, e representou seu país no Festival Eurovisão da Canção de 2025 que se realizou em Basileia, na Suíça, com a música «New Day Will Rise», onde ficou em 2.º lugar, sendo a vencedora do televoto de Portugal. Yuval é sobrevivente do Massacre no festival de música de Re'im, a 7 de outubro de 2023.

## Biografia
Yuval nasceu em Ra'anana, perto de Telavive. Aos 6 anos de idade, mudou-se com os pais para a Suíça, onde viveu durante três anos. Em Israel, estudou teatro e língua árabe. Serviu nas Forças de Defesa de Israel como combatente na passagem de nível na zona de Jerusalém.
Yuval sobreviveu à chacina do festival Nova a 7 de outubro de 2023, depois de ter recebido estilhaços e de se ter fingido de morta perto do kibutz Be’eri. No seu discurso perante o Comité de Direitos Humanos das Nações Unidas, contou os horrores que viu no massacre. Segundo ela, durante o seu passeio pelo local com uma fita amarela de sensibilização, sentiu hostilidade.
É sobrinha da empresária Ronit Raphael.

## Carreira
A 19 de novembro de 2024, foi transmitida a sua audição para o programa «HaKokhav HaBa 2025» que tem o objetivo de selecionar o concorrente que representará Israel no Festival Eurovisão da Canção. Apresentou-se com a canção Anyone, de Demi Lovato, e passou à fase seguinte com uma pontuação de 98%. Chegou à fase final por equipas, que foi para o ar a 31 de dezembro de 2024, mas a sua atuação não foi transmitida devido ao desejo da emissora Keshet 12 de reduzir o horário de transmissão do programa. Ao longo da competição, interpretou dezenas de canções, como «Talking Bird» dos EtniaX e «Mon amour» de Slimane. Na primeira fase das meias-finais, Yuval ganhou um bilhete à final ao interpretar Warrior de Demi Lovato. A fase final foi transmitida a 22 de janeiro de 2025. Na primeira parte, interpretou Dancing Queen, dos Abba, e depois Writing's on the Wall, de Sam Smith. Ficou em 1.º lugar e foi escolhida para representar Israel na Eurovisão de 2025, em Basileia, na Suíça.

## Discografia

### Singles
- 2025 – New Day Will Rise

### Artista convidada
- 2022 – Lo HaZman (Story feat. Yuval Raphael)